# Ургу-Теляк
Ургу-Теляк — река в России, протекает по Башкортостану. Устье реки находится в 5,5 км по левому берегу реки Улу-Теляк. Длина реки составляет 17 км.

## Данные водного реестра
По данным государственного водного реестра России относится к Камскому бассейновому округу, водохозяйственный участок реки — Сим от истока и до устья, речной подбассейн реки — Белая. Речной бассейн реки — Кама.
Код объекта в государственном водном реестре — 10010200612111100019263.